# Sara Jay
Sara Jay (Cincinnati, 14 november 1977) is een Amerikaans pornoactrice die in meer dan 240 films heeft gespeeld.

## Beginjaren
Na het behalen van haar middelbareschooldiploma, studeerde Jay aan de Universiteit van Cincinnati. Om haar collegebijdragen te kunnen betalen is ze gaan dansen. Na een ongeluk op het podium, kon ze niet meer dansen en is ze in de porno-industrie gaan werken.

## Prijzen en nominaties
- 2009: Urban X Award
- 2011: MissFreeOnes (8ste plaats)
- 2011: Urban X Award
- 2017: toegevoegd aan de AVN Hall of Fame[1]